# Mauzoleum rodziny Woller
Mauzoleum rodziny Woller – znajduje się w miejscowości Smolik (niem. Schadewalde)  w województwie dolnośląskim, w powiecie lubańskim, w gminie Leśna.
Mauzoleum na zlecenie Samsona Wollera (1819-1900) zostało zaprojektowane przez znanego wówczas na Śląsku architekta Carla Johanna Lüdeckego. Pierwszy projekt zakładał budynek w stylu neogotyckim nie został jednak zaakceptowany. Kolejny projekt został wykonany w marcu 1883, schemat malowania wnętrza datowany jest na 7 kwiecień 1883 roku. Grobowiec wzniesiono na pięknie usytuowanym zboczu, z widokiem na pobliski staw oraz panoramę miasta. Można przypuszczać, iż od strony południowej był widok na Góry Izerskie, który dziś zasłaniają rosnące drzewa. Mauzoleum jest budowlą centralną na planie kwadratu z trzema jednokondygnacyjnymi absydami i portalem od strony wschodniej. Przyziemie posiadało osobne wejście do krypt i stanowiło miejsce pochówków. Wejście na drugą kondygnację zapewniały dwubiegowe powrotne schody, umieszczone równolegle do wejścia do budynku. Główne wejście do budynku osłania niewielki portyk z dwiema kolumnami, utrzymany w porządku doryckim. W obu ścianach bocznych portyku znajdują się prostokątne otwory okienne, które nigdy nie były wypełnione szybą czy kratą. Natomiast dwie absydy północna i południowa mają po trzy okna zamknięte łukiem, które pierwotnie zabezpieczone były kratami metalowymi. Otwór wejściowy okala portal z prostymi węgarami i zwieńczeniem drzwiowym wspartym o esowate konsole. Lico budynku zawiera jeszcze jeden dominujący nad całością ornament. Jest nim występująca na każdej z czterech ścian szeroka płycina wypełniona festonami, których punkty zaczepienia stanowią odwrócone pochodnie – symbole śmierci i przemijania. Elewacja grobowca była wykonana z piaskowca. Mauzoleum było gotowe pod koniec października 1883 roku.
Po II wojnie światowej mauzoleum było wielokrotnie plądrowane i dewastowane, nie zachowało się wiele elementów z pierwotnego wyglądu kaplicy. Brak jest schodów, które prowadziły z dwóch stron bezpośrednio pod ołtarz. Brak również kamiennej posadzki, która prowadziła do ołtarza. Sufit kaplicy zwieńczały interesujące freski, które przedstawiały anioły, z pierwotnego wystroju zachowały się jedynie fragmenty dekoracji malarskich. Pośrodku kopuły umiejscowiony był okulus, przez który do wnętrza kaplicy wpadało światło. W grobowcu było zaplanowane miejsce na dziesięć trumien. Mauzoleum zostało zabezpieczone w 2016 roku. Wejścia i otwory okienne zamurowano, obiekt wymaga całkowitej rewitalizacji. Uporządkowania wymaga również założenie parkowe wokół obiektu, w 2021 rozpoczęto prace rewitalizacyjne w celu przywrócenia walorów przyrodniczych parku.